# Sicyopus cebuensis
Sicyopus cebuensis es una especie de pez de la familia de los    Gobiidae en el orden de los Perciformes.

## Morfología
Los machos pueden llegar a alcanzar los 3,8 cm de longitud total y las  hembras 3.91.

## Hábitat
Es un pez de Agua dulce, de clima tropical y demersal.

## Distribución geográfica
Se encuentra en las Filipinas.

## Observaciones
Es inofensivo para los humanos.